# 大いなる助走
『大いなる助走』（おおいなるじょそう）は、筒井康隆による日本の小説。『別册文藝春秋』（文藝春秋）にて1977年9月から1978年12月（141号 - 146号）まで連載された。1979年に刊行され、2005年に新装版が刊行された。
1989年に『文学賞殺人事件 大いなる助走』のタイトルで佐藤浩市主演で映画化され、第100回芥川賞・直木賞に合わせて公開された。

## 概要
1923年（大正12年）に芥川龍之介が発表した「不思議な島」、1937年（昭和12年）に太宰治が発表した「創生記」など、文壇を風刺した作品はあったが、二作とも内輪話の域を出ず、規模の大きさと表現の多様さにおいては本作に及ばず、戦後高度成長期の文学と文壇の巨大化と地域化、その腐敗について書かれた記録碑作品といえる。
直廾（なおく）賞という架空の文学賞ではあるものの、その名は明らかに直木賞を連想させ、直木賞を揶揄し、実在の選考委員を思わせる登場人物を醜悪に描き、賞を落選した主人公が選考委員を殺して回る小説が、直木賞を主催する文藝春秋の『別册文藝春秋』で連載されたことは連載途中から話題を呼び、小学館『週刊ポスト』（1978年7月28日・8月4日合併号）では特集まで組まれた。文壇の裏話や、地方都市の同人雑誌の状況などが戯画化された本作は、世間に衝撃を与えると共に、面白おかしい痛快な喜劇小説としても読まれ、直木賞に3度ノミネートされたものの、結局受賞は叶わなかった経歴がある筒井が私怨を晴らしたなどとも言われた。
本作の連載が始まった後、受賞作なしという結果に終わった第78回直木賞に冒険SF小説『火神（アグニ）を盗め』でノミネートされていた山田正紀に関して、日記を連載していた『面白半分』で「山田正紀の落選は、正紀にとってではなく、選考委員諸作家にとって、非常にまずいことになるだろう。なんちゃって。」と、まるで自らの小説になぞらえるようなことを書き、これ以降本作の展開はより大胆になっていった。
連載中には、モデルにされた選考委員のひとりが大きな唇で「あの連載をやめさせろ」と『別册文藝春秋』の編集部に怒鳴り込んできたエピソードなどは、エッセイなどで何度も書いたという。
後に筒井は、「もし直木賞を貰っていたら作家としての成長がとまっていただろうということは、ほぼ明確なので、むしろ貰わなかったことを感謝している」「面白いものを書こうという意識のみあり、恨みつらみを晴らそうなどとは考えていなかった」本作を書いていた時も「落選した際の気持ちがなかなか思い出せなかった」と回想している。一方で、その後の筒井の活躍も相まって、世間が直木賞を見る目が変わり、それは直木賞のみならず文学賞全般に及んだ。
また大岡昇平は、1820年代の王政復古期を舞台に、田舎から上京した美貌の詩人ルュシアン・ド・ルュバンブレの文学生活を描き出したオノレ・ド・バルザックの長編『幻滅』と本作とを比している。当の大岡は、『幻滅』の規模で文壇を書きたいという野心を持ちながら、体調が思わしくなく執筆を諦め、批評家が死ぬ推理小説を書いたが、その時期が本作の出版された頃と同じで、非常に落胆し、羨望の念すら抱いているという。
本作の新装版が出版された2005年には、筒井自身が文学賞の選考委員を務める身となっており、自身が書いた内容がブーメランのように返ってくるのを実感しているという。筒井と同時に直木賞候補になり受賞した井上ひさしは、選考委員を務める新人文学賞の選考会で「この人に受賞させないと、『筒井康隆に直木賞をやらなかった』ようなことになる」などと発言したという。
筒井が平成版『大いなる助走』として『文學界』で連載した「巨船ベラス・レトラス」では、本作以後の文壇の変化を盛り込みながら、出版不況や文学の衰退を中心とした、現代の文学界の様々な問題が論じられている。

## あらすじ
焼畑地方の一流企業に勤める市谷京二は、同人誌『焼畑文芸』の会員となり、勤務のかたわら小説の執筆をしていた。自身の職場での実体験を元に書き上げた『大企業の群狼』が、同人誌推薦作として中央の文芸誌『文学海』に掲載されることになる。有名文芸誌に載ったことで、市谷の噂はあっという間に社内に広まり、間もなく会社をクビになる。幸いにも『大企業の群狼』は直廾賞の候補となり、市谷は作家としての未来を夢見るが、同人仲間からは嫉妬する者や、受賞するはずがないと冷笑する者が現れる。直廾賞の世話人を自称する作家からの助言で、選考委員らに金を配り、女好きの委員には自分の浮気相手を捧げ、男色家の委員には自らの体を捧げた。ここまでしたのだから受賞は確実と思われ、実際、最有力作品となったが、選考委員らは様々な私情から推薦作を変更し、市谷も受賞を逃してしまう。おまけに『フール読物』に載った寸評は市谷に追い討ちをかけるようなものばかりで、憤怒に駆られた市谷は、買収に応じたのに裏切った選考委員らを殺して回ることを決意する。

## 登場人物
市谷 京二
24歳。市の人口の半分が関係者とも言われる一流企業「大徳産業」に勤務しており、父親は同社相談役。同人誌『焼畑文芸』に載った処女作で、大徳産業の悪事や嫌な上司をモデルに執筆した「大企業の群狼」が文藝春愁の『文学海』に同人誌推薦作として掲載され、更に直廾賞候補になる。作品発表後、勘当され家を出たが、当選するための買収資金や運動費に貯金を使い果たし、父親に詫びを入れて出戻った。
保叉 一雄
同人誌『焼畑文芸』の主宰者。これまでに2度、一流文芸誌の新人賞の最終候補に残ったことがある。家業の文房具店を妻・加津江に任せて文芸活動に勤しんでいる。
鱶田 平造
焼畑地方の文士。
山中 道子
『焼畑文芸』の主婦作家。育ちが良く、夫が会社の重役のため、わがままで、ヒステリックな性格。合評会で自作を酷評される。
徳永 美保子
保叉を「先生」と慕う『焼畑文芸』の会員。17歳。自身の文学的才能に少々自意識過剰なところがあり、まだ作品が載ったことはない。
徳永 重昭
美保子の父親。大平洋精機総務部人事課課長代理。文学音痴と自認しており、美保子が非行の道に走っているのではないかと心配している。
大垣 義朗
『焼畑文芸』の会員。雑誌の新人賞にも応募している。若い娘と知り合え、運が良ければ肉体関係に発展できるという邪な思いから同人誌に加入している。大学卒業後、県立高校の国語教師になったが、教え子を妊娠させてしまい、解雇された。
鍋島 智秀
高校の国語教師。『焼畑文芸』会員。近代自然主義文学に偏向気味。
時岡 玉枝
『焼畑文芸』会員。主婦。夫は県立大学文学部教授。
牛膝（いのこずち）
光談社『群盲』の編集者。
加茂
文藝春愁の純文学雑誌『文学海』編集者。
萩原 隆
焼畑県の同人雑誌界の重鎮『湯乃原文学』編集同人。作家。10年以上前に芥元賞や直廾賞候補になったこともあり、その経歴を名刺に書き連ねている。
諏訪
地元新聞社の文化部記者。作品を読まずに市谷にインタビューをする。
島津
朝目新聞社（焼畑地方）支局社会部記者。
トラネ、カチコ、ドドミ、メケハ
文壇バー『睫（まつげ）』のホステスたち。
多聞 伝伍
作家。文壇に顔が売れた割には小説が書けないため、直廾賞の世話人を自称する。
菊石 正人
評論家。直廾賞の世話人を自称する。
フーマンチュウ博士
文壇でおかしな事件が起きる度に名前が囁かれる、架空の黒幕的存在。

直廾賞選考委員
鰊口 冗太郎
あまり素行の良くないタレントの娘に悩まされており、手を焼いている。直廾賞受賞者の未婚男性と娘を結婚させようとする。川口松太郎がモデル。
膳上 線引
推理小説や風俗小説を書いている。多忙で候補作を読む時間がなく、編集者からあらすじや作品の欠陥の有無をレクチャーしてもらい、選考会に臨む。松本清張(+水上勉)がモデル。
雑上 掛三次
時代小説作家。男色家。村上元三がモデル。
坂氏 肥労太
風俗小説作家。女狂いで、特に素人の若い女が好き。源氏鶏太(+石坂洋次郎)がモデル。
海牛綿大艦
歴史小説作家。文壇長者番付の常連だが、高価な古書の買いすぎで現金が入り用。海音寺潮五郎(+司馬遼太郎)がモデル。
明日滝毒作
政府関係の仕事で金が入り用。今日出海がモデル。